# Aitné (satélite)
Aitné (transcripción inglesa del griego Ἄιτνη, o Etna según las normas de transcripción españolas), o Júpiter XXXI, es un satélite retrógrado irregular de Júpiter. Fue descubierto por un equipo de astrónomos de la Universidad de Hawái dirigidos por Scott S. Sheppard, en el año 2001, y recibió la designación provisional de S/2001 J 11.
Aitné tiene unos 3 kilómetros de diámetro, y orbita a Júpiter a una distancia media de 22,285 Millones de km en 679.641 días, a una inclinación de 166° a la eclíptica (164° al ecuador de Júpiter), en una dirección retrógrada y con una excentricidad de 0,393. 
En inglés, fue nombrado en octubre de 2002 como Aitné, la diosa personificadora del Monte Etna, cuyos hijos con Zeus fueron los Palicos, otros autores dicen que los tuvo con Talía o Hefesto. 
Pertenece al grupo de Carmé, compuesto de las lunas irregulares retrógradas de Júpiter en órbitas entre los 23 y 24 millones de km y en una inclinación de alrededor de 165°.